# Sépeaux
Sépeaux korábbi község (település) Franciaországban, Saône-et-Loire megyében. 2016. január 1-jén Saint-Romain-le-Preux községgel egyesült és Sépeaux-Saint Romain új község része lett.
Lakosainak száma 368 fő (2018. január 1.). Sépeaux Précy-sur-Vrin, La Celle-Saint-Cyr, Béon, Saint-Romain-le-Preux, La Ferté-Loupière, Chevillon és Villefranche községekkel határos.

## Népesség
A település népessége az elmúlt években az alábbi módon változott:
| Lakosok száma | 432  | 377  | 395  | 405  | 345  | 421  | 422  | 604  | 381  | 368  |
|               | 1962 | 1968 | 1975 | 1982 | 1990 | 2008 | 2013 | 2016 | 2017 | 2018 |